# Liassoscorpionides schmidti
Liassoscorpionides schmidti Bode, 1951 è uno scorpione estinto, unica specie del genere Liassoscorpionides Bode, 1951 e della famiglia Liassoscorpionididae Kjellesvig-Waering, 1986. Visse nel Giurassico inferiore (Toarciano, circa 183-175,6 milioni di anni fa), in Germania.
I suoi resti fossili sono stati trovati nella Posidonia Shale di Hondelage (quartiere di Braunschweig), nei cosiddetti "letti di insetti", ossia in uno strato della formazione geologica – come indica appunto il suo nome – pieno di generi di insetti. L. schmidti è l'unico scorpione giurassico noto. Insieme al ragno Seppo koponeni, lo scorpione Liassoscorpionides schmidti è il solo aracnide noto del Giurassico inferiore rinvenuto in Germania.

## Descrizione
L'olotipo consiste in un fossile parziale del corpo, che misura 14,4 mm di lunghezza e 4,8 mm di larghezza. 
Tra gli elementi conservati: un postaddome sottile e corto (lungo un quarto del metasoma), una granulazione del carapace (un quarto dello scudo dorsale del prosoma), un ornamento sui margini posteriori della tergite che ricorda un tratteggio, e anche una chela del pedipalpo sottile e delicata (presumibilmente sovrapposta da sotto il corpo). È stata descritta una traccia mediana dell'intestino e una struttura che rappresenta una sorta di grinza o uno stigma (un quarto dello spiracolo) sul margine di almeno il quinto segmento mesosomiale; ma la sua presenza è controversa.

## Significato dei fossili
Essendo l'unico scorpione noto del Giurassico, non vi sono prove che questa specie fosse acquatica (come proposto in passato); pertanto, in assenza di materiale meglio conservato, dovrebbe essere escluso da considerazioni future su ampi modelli dell'evoluzione degli scorpioni. Alcuni autori lo considerano addirittura un nomen dubium.